# Stefano Domenicali
Stefano Domenicali (Imola, 11 maggio 1965) è un dirigente d'azienda italiano, presidente e amministratore delegato del Formula One Group.

## Biografia
Ha studiato al liceo scientifico d'Imola, dove è stato compagno di classe (sezione B) di Mauro Gambetti, futuro frate francescano e cardinale.
Dopo essersi laureato in Economia e Commercio all'Università di Bologna inizia la sua carriera in Ferrari nel 1991, lavorando dapprima nel comparto amministrativo dell'azienda dove si occupa dei rapporti interni con Fiat.
Passato poi alla Squadra Corse ha seguito lo sviluppo del circuito del Mugello. Nel 1995 è divenuto capo del personale della Gestione Sportiva, gestendo anche le sponsorizzazioni; alla fine del 1996 è divenuto Team Manager.
Dal 2002 fino al 2007 è stato Direttore Sportivo, dal 1º gennaio 2008 Stefano Domenicali ricopre il ruolo di Team Principal della Scuderia Ferrari, andando a sostituire Jean Todt, nel frattempo promosso alla carica di amministratore delegato di Ferrari.
Nel 2011 vengono celebrate a Monza le nozze con la brianzola Silvia Colombo, figlia del celebre fotografo sportivo Ercole Colombo.
Il 14 aprile 2014 Domenicali rassegna le dimissioni in quello che è stato definito l'annus horribilis della Scuderia Ferrari; a prendere il suo posto è Marco Mattiacci. A novembre dello stesso anno entra in Audi come Vicepresidente New Business Initiatives, mentre nel febbraio 2016 viene nominato presidente e amministratore delegato di Automobili Lamborghini.
Con la gestione Domenicali la Lamborghini raggiunge e supera una serie di traguardi significativi: nel 2017 supera il miliardo di fatturato; nel 2018 lancia il Super SUV Urus e il fatturato cresce del 40% raggiungendo 1,42 miliardi. Le vendite crescono del 51% rispetto all'anno precedente. Infine nel 2019 le vendite incrementano del 43%, raggiungendo le 8.205 vetture consegnate.
Il 25 settembre 2020 viene nominato presidente e amministratore delegato del Formula One Group, gruppo organizzatore della Formula 1, prendendo il posto di Chase Carey dal 2021.